# Ключевские сероводородные источники (Свердловская область)
Ключевские сероводородные источники — выход минеральных вод в муниципальном образовании «Алапаевское» Свердловской области, на берегу реки Реж в окрестностях деревни Ключи. Гидрогеологический и геоморфологический памятник природы. Водоносным горизонтом являются гипсоносные известняки и доломиты раннепермского возраста. Вода хлоридно-сульфатная натриевая. Концентрация сероводорода до 150 мг/л. Минерализация около 9 г/л. Над источником установлен крытый сруб.

## Охранный статус
Статус государственного памятника природы установлен постановлением Правительства Свердловской области от 17.01.2001 № 41-ПП "Об утверждении Перечней особо охраняемых природных территорий областного значения, расположенных в Свердловской области, и установлении режима особой охраны особо охраняемой природной территории областного значения категории «Лесной парк»". Памятник расположен на землях лесного фонда ГКУ СО «Алапаевское лесничество», охраняемая площадь 0,1 га.